# Nhạn nâu đỏ
Nhạn nâu đỏ (danh pháp hai phần: Riparia chinensis) là một loài chim trong họ Hirundinidae.
Loài nhạn này trước đây được coi là một phân loài trong nhạn họng nâu (Riparia paludicola), nhưng đã được tách ra gần đây như một loài riêng biệt, sau sửa đổi của Palmela C. Rasmussen & John C. Anderton năm 2005 với nhạn họng nâu hiện nay chỉ hạn chế trong khu vực châu Phi.

## Các phân loài
- R. c. chinensis (Gray, JE, 1830): Tajikistan và bắc Afghanistan tới nam Trung Quốc, Đông Dương và Đài Loan.
- R. c. tantilla Riley, 1935: Luzon (Philippines).